# Arcadia (Schiff, 1953)
Die Arcadia war ein Passagierschiff, das 1954 für die britische Peninsular and Oriental Steam Navigation Company (P&O) in Dienst gestellt wurde. Sie wurde 1970 zu einem Kreuzfahrtschiff umgebaut und blieb bis 1979 im Dienst. Im April 1979 traf das Schiff in Taiwan ein, wo es abgewrackt wurde. Die Arcadia war eines der letzten Linienpassagierschiffe, das für die P&O gebaut wurde. 

## Geschichte

### Planung und Bau

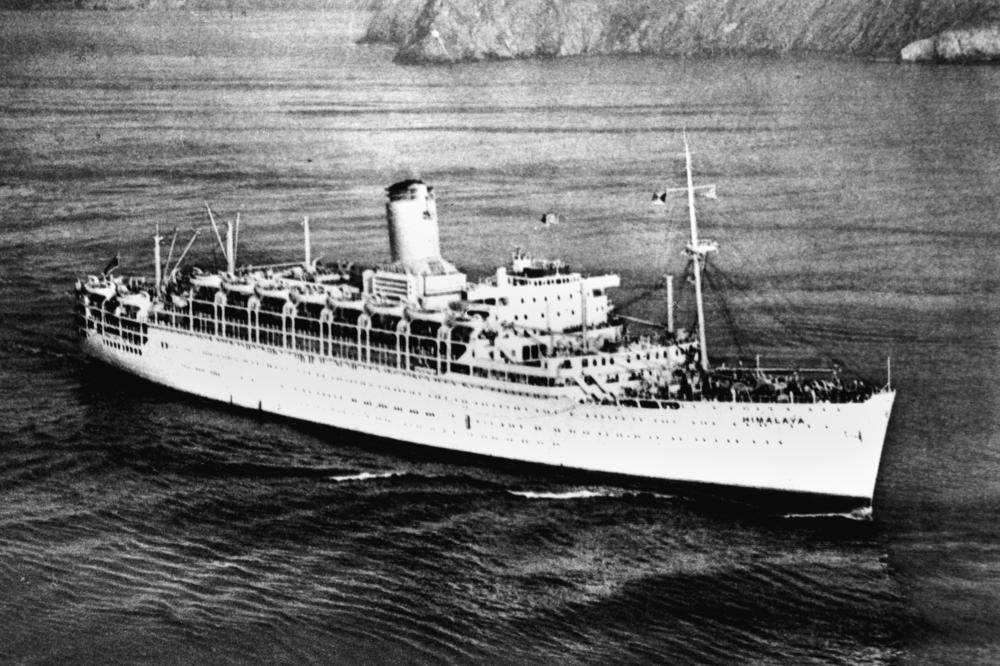
Die Himalaya war eines der Vorgängerschiffe der Arcadia

Die Arcadia wurde als eines von zwei Schwesterschiffen bei John Brown & Company in Clydebank gebaut. Das Schiff stellte eine vergrößerte und modernisierte Version der älteren Chusan und Himalaya sowie der zur Partnergesellschaft Orient Steam Navigation Company gehörenden Orcades und Oronsay dar. 
Die Arcadia wurde am 28. Juni 1951 auf Kiel gelegt und am 14. Mai 1954 vom Stapel gelassen. Taufpatin war die Gattin von Lord Anderson, dem damaligen Vorsitzenden der P&O. Am 20. Februar 1954 wurde das neue Schiff an die Reederei abgeliefert. Die Arcadia war zu diesem Zeitpunkt das größte Schiff, das jemals für die Reederei gebaut wurde. 
Schwesterschiff der Arcadia war die im September 1954 in Dienst gestellte Iberia, die allerdings nicht in Clydebank, sondern in Belfast gebaut wurde.

### Dienstzeit als Passagierschiff
Die Arcadia lief am 22. Februar 1954 zu ihrer Jungfernfahrt von Tilbury nach Fremantle in Australien. Zwischenstopps waren der Suezkanal, Aden, Bombay und Colombo. 
Nach Abschluss ihrer Jungfernfahrt war das Schiff für Kreuzfahrten ab Southampton im Einsatz. Im Mai 1954 kollidierte die Arcadia im Hafen von Tilbury mit dem Schlepper Cervia, der daraufhin unterging. Fünf Besatzungsmitglieder des Schleppers kamen dabei ums Leben, unter ihnen der Kapitän W. Russell. Das Wrack der Cervia wurde anschließend gehoben und wird seitdem museal erhalten.
Im Oktober 1954 kehrte die Arcadia wieder in den Liniendienst nach Australien zurück. Weitere Kreuzfahrten fanden 1959 ab Sydney und San Francisco statt, nachdem das Schiff im selben Jahr modernisiert worden war. Unter anderem wurden dabei sämtliche Kabinen mit Klimaanlagen ausgestattet. Ab den 1960er Jahren wurde das Schiff neben seiner Tätigkeit als Linienpassagierschiff in regelmäßigen Abständen auch für Kreuzfahrten ab Großbritannien und Australien eingesetzt.

### Dienstzeit als Kreuzfahrtschiff
1970 wurde die Arcadia zu einem Vollzeit-Kreuzfahrtschiff umgebaut, nachdem der Liniendienst nach Australien unwirtschaftlich geworden war. In den folgenden vier Jahren war die Arcadia an der Westküste der USA stationiert. In den Sommermonaten wurde das Schiff für Kreuzfahrten nach Alaska, in den Wintermonaten nach Mexiko und Hawaii eingesetzt.
Am 17. Januar 1973 passierte das Schiff während einer Kreuzfahrt von San Francisco nach Hawaii zur Begrüßung die auf ihrer Jungfernfahrt befindliche Spirit of London, die ebenfalls zur Flotte von P&O gehörte.
1975 wurde die Arcadia nach Australien verlegt, um dort die im Oktober 1974 außer Dienst gestellte Himalaya zu ersetzen. Nach einer letzten Kreuzfahrt nach Großbritannien wurde das Schiff fortan für Reisen nach Asien eingesetzt. Die Arcadia war fortan die letzte noch in Dienst stehende Einheit der in den 1940ern und 1950ern gebauten Passagierschiffe von P&O.

### Ausmusterung

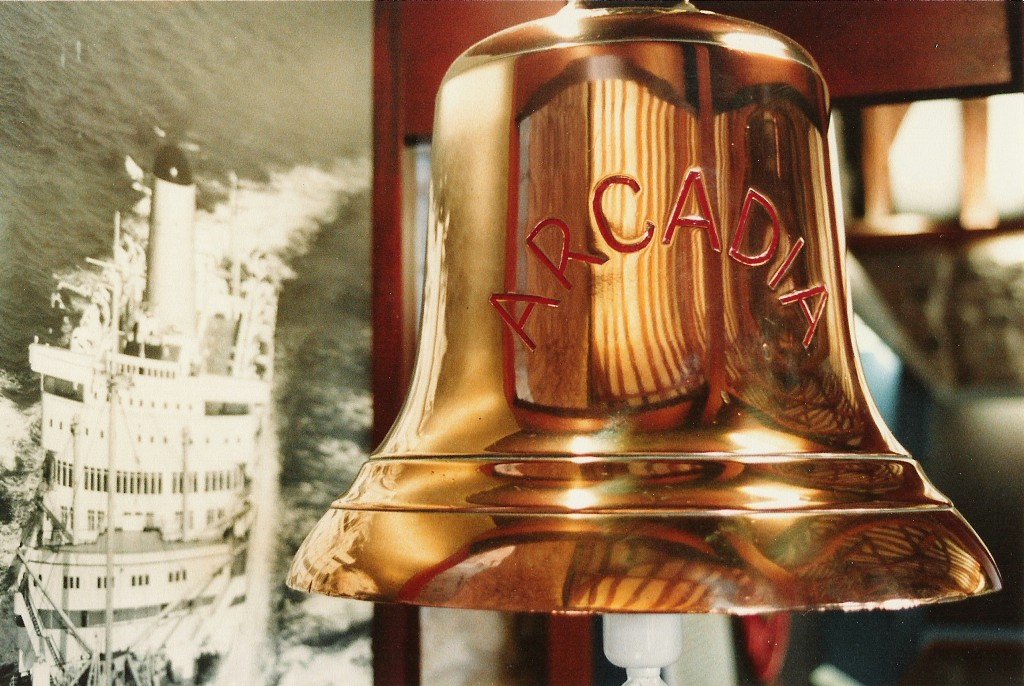
Die Schiffsglocke der Arcadia im Southampton Maritime Museum

Im Februar 1979 wurde die mittlerweile 25 Jahre alte Arcadia nach der Indienststellung der von P&O angekauften Sea Princess außer Dienst gestellt und nach Taiwan geschleppt, wo sie am 30. April 1979 eintraf. Dort wurde das ehemalige Flaggschiff der P&O verschrottet. Die Arcadia hatte eine weitaus längere Dienstzeit als die Iberia und überdauerte sowohl diese, als auch ihre Vorgängerschiffe, die bereits alle zwischen 1972 und 1974 ausgemustert wurden, um mehrere Jahre.
Die Schiffsglocke der Arcadia wurde vor der Verschrottung bewahrt und kann heute im Southampton Maritime Museum besichtigt werden.

## Vorfälle
im September 1954 sank der Schlepper Cervia im Hafen von Tilbury, nachdem er sich der Arcadia zu weit genähert hatte und durch die Heckwelle des Schiffes zum Kentern gebracht wurde. Fünf der elf Besatzungsmitglieder des Schleppers kamen dabei ums Leben.
Im Juni 1961 lief die Arcadia vor Hawaii auf ein Korallenriff und konnte sich nicht mehr aus eigener Kraft befreien. Nach zwei Tagen konnte das Schiff freigeschleppt werden und seine Fahrt fortsetzen. Die Arcadia wurde bei diesem Vorfall nur leicht beschädigt.
1962 wurde der Bug der Arcadia stark beschädigt, als das Schiff bei starken Seegang in den Hafen von Tilbury einlaufen wollte und den Anker setzte. Von dem starken Wind wurde die Arcadia zur Seite gedrückt, wodurch der Anker ein Loch in die Schiffswand riss.

## Ausstattung
Die öffentlichen Bereiche der Arcadia waren im griechischen Stil ausgestattet und hatten auch griechische Bezeichnungen. So trug der Speisesaal der Ersten Klasse den Namen Olympic, während der Speisesaal der Touristenklasse Corinthic genannt wurde. 
Das Schiff besaß insgesamt sechzehn öffentliche Räume, von denen sich neun in der Ersten Klasse befanden. Zu der Ausstattung der Ersten Klasse gehörte die sogenannte Lookout-Bar, die sich direkt unter der Kommandobrücke des Schiffes befand. Außerdem war die Arcadia mit einer Bibliothek, einem Ballsaal, einer Lounge, mehreren Cafés und Bars sowie einem Pool ausgestattet. Kindern stand ein eigenes Spielzimmer zur Verfügung. Die Räumlichkeiten Erster Klasse befanden sich auf Höhe des Promenadendecks.  
Die auf Deck A, B und C verteilte Touristenklasse verfügte neben mehreren Aufenthaltsräumen und Bars ebenfalls über einen eigenen Pool.
Die Aufteilung der Passagierbereiche entsprach früheren Schiffen von P&O: Die Erste Klasse war im vorderen Bereich der Arcadia sowie Mittschiffs untergebracht, während sich die Räumlichkeiten der Touristenklasse im hinteren Teil des Schiffs befanden.

## Sonstiges
1964 erschien die Arcadia zusammen mit dem französischen Passagierschiff Flandre in einer Folge der US-amerikanischen Fernsehserie Perry Mason. Die Hauptcharaktere der Serie treffen sich in einer Szene im Hafen von Acapulco vor den beiden vor Anker liegenden Schiffen.